# الوليد بن طلال بن عبد العزيز آل سعود
الوليد بن طلال بن عبد العزيز آل سعود ولد في الرياض في يوم الأثنين 13 رجب 1374 هـ الموافق 7 مارس 1955 وهو الإبن الثاني للأمير طلال بن عبد العزيز آل سعود، رجل أعمال سعودي يعد من أكبر المستثمرين في العالم. في العام 2004، أدرجت مجلة فوربس، الوليد كرابع أغنى رجل بالعالم، بثروة تقدر بـ 21 مليار دولار. بعد ذلك بسنوات صنفته المجلة الأمريكية عام 2009 في الترتيب 22، من أغنياء العالم بثروة تقدر بـ 13.3 مليار دولار، وفي عام 2010 ارتفع ترتيبه إلى الترتيب 19، من أغنى أغنياء العالم بثروة تقدر بـ 19.4 مليار دولار. جدّه لوالده هو الملك عبد العزيز آل سعود، مؤسس المملكة العربية السعودية. وجده لأمه هو رياض الصلح، رئيس أول حكومة استقلالية في لبنان. حصل الأمير الوليد على درجة البكالوريوس في العلوم الإدارية والاقتصادية بامتياز وتفوق، من كلية مينلو في ولاية كاليفورنيا 1979، كما حصل على 23 دكتوراه فخرية، من مختلف جامعات العالم.
الوليد بن طلال يتصدر قائمة أغنى أثرياء العرب لعام 2024، حيث بلغت ثروته 17.2 مليار دولار، مع زيادة قدرها 2.38 مليار دولار منذ بداية العام. يُعرف الأمير الوليد باستثماراته المتنوعة في مجالات مثل الترفيه والعقارات والتكنولوجيا، مما يجعله رائدًا في الاستثمار في المنطقة

## النشأة
الوليد للإنسانية
الوليد بن طلال بن عبد العزيز آل سعود في يوم الإثنين 13 رجب 1347 هـ الموافق 7 مارس 1955، في الرياض، لأم لبنانية وأب سعودي. أمه هي منى الصلح ابنة رياض الصلح وزوجته السورية فايزة الجابري. والده هو الأمير طلال بن عبد العزيز آل سعود، شغل منصب سفير السعودية في فرنسا، ووزير مالية الملك سعود بن عبد العزيز آل سعود لفترة وجيزة.
وقد كان في السابعة، عندما انفصل والداه، وذهب للعيش مع أمه في بيروت. درس المرحلة الابتدائية، في مدرسة غابة الصنوبر في بيروت. بدت طبيعة الأمير المتمردة تتضح في المدرسة، عندما كان يعتاد الفرار والتغيب بدون إذن. بحلول عام 1968، أجبره والده على الالتحاق بكلية الملك عبد العزيز الحربية، في المملكة العربية السعودية. في عام 1974 عاد الأمير ثانية إلى بيروت، والتحق بمدرسة الشويفات.

## سيرته
بدأ الوليد بن طلال مزاولة نشاطاته الاستثمارية والتجارية، عند عودته إلى السعودية بعد حصوله على درجة البكالوريوس، في إدارة الأعمال من الولايات المتحدة الأمريكية عام 1979 وأسس في حينها العديد من المشاريع، تحت مظلة مؤسسة المملكة للتجارة والمقاولات، التي حققت نموًا سريعًا، بالتركيز على أعمال الإنشاء وتطوير البنية التحتية والمشاريع العقارية. وتنوعت أعمال المؤسسة فأصبحت تمتلك استثمارات في قطاعات متعددة. وفي عام 1996 حُوِّلَتْ المؤسسة إلى شركة المملكة القابضة التي تقوم بإدارة استثمارات متنوعة.
وطبقاً لتصريحاته التي تضمنتها مقابلات صحافية عديدة أجريت معه بوصفه ظاهرة في عالم الاستثمار فقد بدأ الوليد بن طلال حياته في التجارة عام 1980 عن طريق شركة المملكة للمقاولات في الرياض.
واليوم، يتابع الوليد بن طلال أعماله التجارية عقب أن وحّد استثماراته في مجموعة تحت اسم شركة المملكة القابضة، وهي الاسم الذي أخذته من مؤسسة المملكة للتجارة والمقاولات بعد تطويرها من قبل مؤسسة استشارية، وتتخذ من العاصمة الرياض مقرًا لها في برج المملكة، وتنطوي تحت هذه الشركة عدة شركات عالمية يمتلكها الوليد أو يمتلك حصصًا فيها، فيما تستقر المكاتب الرئيسية للشركة في مبنى برج المملكة في الطابق 66، (وبرج المملكة هو ملك للوليد أيضًا) الذي يعد معلمًا بارزًا في العاصمة السعودية الرياض نظير تصميمه الفريد الذي حصل عام 2003 على جائزة أجمل تصميم لمبنىً برجي في العالم عام 2001.

### بعد الحادي عشر من سبتمبر
مباشرة بعد هجمات 11 سبتمبر، أعطى الوليد شيكًا بقيمة 10 ملايين دولار لعمدة مدينة نيويورك رودي جولياني. ونشر بيانًا عن تبرعه، قائلا «في مثل هذه الأوقات، يجب أن نعالج بعض القضايا التي أدت إلى مثل هذا الهجوم الإجرامي. وأعتقد أن حكومة الولايات المتحدة الأمريكية يجب أن تعيد النظر في سياساتها تجاه الشرق الأوسط وتبني موقفًا أكثر توازنًا تجاه القضية الفلسطينية». نتيجة لبيانه، أعاد عمدة نيويورك رودي جولياني الشيك.
صرح الوليد لمجلة السعودية الأسبوعية، بشأن رفض الشيك له من قبل رئيس البلدية: «إن المسألة برمتها هو أنني تحدثت عن موقفهم بشأن الصراع في الشرق الأوسط، وأنهم لم يرغبوا بسماعه لأن هناك ضغوط يهودية وهم يخافون منهم».
في 2013، ألزمت محكمة بريطانية الوليد بن طلال بدفع عمولة قدرها عشرة ملايين دولار في قضية رفعتها ضده سيدة أعمال أردنية كانت وسيطًا بصفقة بيع طائرة خاصة فاخرة لمعمر القذافي في العام 2003 بـ 120 مليون دولار. كان قد اشتراها الوليد من سلطان بروناي بـ 95 مليون دولار.

## استثماراته
ينشط الأمير السعودي في قطاعات استثمارية متباينة تتقدمها الفنادق العالمية، مثل فور سيزونس وفيرمونت وموفنبيك، التي يمتلك حصصًا مختلفة فيها، وفنادق جورج الخامس في باريس و«كوبلي بلازا» في بوسطن و«بلازا» في نيويورك، التي يمتلكها، كما ينشط في قطاع الإعلام إذ يمتلك شركة روتانا للإنتاج الفني بالإضافة لقناة الرسالة، واشترى حصصاً في شركتي نيوز كوربوريشن وميديا ست العالميتين وسي أن أن وفوكس وحصص في فينيكس غروب هولدينغ، كما أن له استثمارات في القطاع التقني أهمها في شركة أبل وشركة إي باي.
في أغسطس 2011، أعلن الوليد أن شركته قد تعاقدت مع مجموعة بن لادن لبناء برج المملكة في جدة ليكون أطول مبنى في العالم، على ارتفاع 1000 متر بتكلفة 4.6 مليار ريال سعودي.

## النزاع مع مجلة فوربس
في عام 2013، كتبت كيري دولان، محررة قائمة فوربس السنوية للمليارديرات، مقالًا مرفقًا بالقائمة بعنوان «الأمير الوليد والحالة الغريبة لأسهم المملكة القابضة». وفقًا لدولان، أولى الوليد أهمية كبيرة لقائمة فوربس وزعم وجود علاقة بين التغيرات في سعر سهم شركة المملكة القابضة والفترة التي تسبق إصدار القائمة سنويًا. في مقال فوربس، كتبت دولان أن الوليد قد أظهر نسخًا من الرسائل النصية التي أرسلها إلى شخصيات بارزة في محاولة لإقناعها. أمضت معه أسبوعا في الرياض عام 2008، بناء على طلبه، تتجول في قصوره. في عام 2006، قدرت فوربس صافي ثروة الوليد بـ 7 مليارات دولار أقل مما ادعى. وقد اتصل بدولان في المنزل، بحسب المحرر، «كاد أن يبكي». جعل الوليد المدير المالي لشركة المملكة القابضة يطير إلى نيويورك قبل نشر قائمة سابقة للتأكد من استخدام فوربس لأرقامه المعلنة.
تشرح المقالة المنهجية وراء تقديرات فوربس لعام 2013 لثروته بـ 20 مليار دولار، وتفحص أداء حصة المملكة القابضة وتحتوي على اتصالات دولان مع المدير المالي لشركة المملكة القابضة شادي صنبر. وطالب سنبر بإزالة اسم الوليد من قائمة المليارديرات إذا لم تزد فوربس من تقييمها لثروته. كتبت دولان، «كما طرحت فوربس أسئلة محددة بشكل متزايد في عملية التحقق من صحة هذه القصة، تصرف الأمير من جانب واحد في اليوم السابق لنشرها، معلنا من خلال مكتبه أنه» سيقطع العلاقات «مع القائمة» وقال سنبر في بيان صحفي، «اتخذ الأمير الوليد هذه الخطوة لأنه شعر أنه لم يعد بإمكانه المشاركة في عملية أدت إلى استخدام بيانات غير صحيحة ويبدو أنها مصممة لإلحاق الضرر بالمستثمرين والمؤسسات في الشرق الأوسط». قال الوليد في مقابلة مع صحيفة صنداي تلغراف في مارس / آذار 2013 إنه سيتابع الإجراءات القانونية ضد فوربس. وقال الوليد «إنهم يتهمونني بالتلاعب بالسوق». «هذا كله خطأ وبيان كاذب. سنحاربها على طول الطريق» 
ذكرت صحيفة الغارديان أنه في 6 يونيو 2013، رفع الوليد دعوى تشهير في لندن ضد ناشر مجلة فوربس؛ محررها، راندال لين، وصحفيان من المجلة. وأعربت فوربس عن دهشتها من دعوى التشهير وحقيقة أنها رفعت في لندن. ووفقًا للمجلة، فإن «دعوى الأمير ستكون على وجه التحديد نوع سياحة التشهير التي يهدف قانون إصلاح التشهير الصادر مؤخرًا في المملكة المتحدة إلى إحباطها. نتوقع موافقة محكمة لندن العليا. تتمسك فوربس بقصتها». [64 ] اعتبارًا من 20 يونيو، لم تكن فوربس قد قدمت لها الأوراق.
اتهم بيان صادر عن شركة المملكة القابضة فوربس بنشر "إهانة متعمدة ووصف غير دقيق لمجتمع الأعمال في السعودية وتحديداً تشويه سمعة فوربس للبورصة السعودية (تداول)، والتي تعد واحدة من أكثر البورصات العالمية تنظيماً في المملكة العربية السعودية. وبحسب الوليد، استخدمت المجلة "منهجية تقييم غير عقلانية ومعيبة بشدة، وهي في النهاية ذاتية وتمييزية". في 16 يونيو 2015، أصدرت فوربس والوليد بيانًا مشتركًا أعلنا فيه أنهما قاما بتسوية نزاعهما "بشروط يتفق عليها الطرفان". تم الاستشهاد بفتح البورصة السعودية أمام المستثمرين الأجانب كعنصر أساسي في استعداد المتهمين للنظر في سعر سهم شركة المملكة القابضة التي يملكها الوليد للتداول العام في تقييم عنصر شركة المملكة القابضة في ثروته.

## الاعتقال والإفراج عنه 2017
أصدر العاهل السعودي الملك سلمان بن عبد العزيز آل سعود أمرًا ملكيًا في مساء السبت الموافق 15 صفر 1439 هـ الموافق 4 نوفمبر 2017 بتشكيل لجنة لمكافحة الفساد برئاسة نجله ولي العهد الأمير محمد بن سلمان بن عبد العزيز آل سعود، حيث أوقفت اللجنة 11 أميرًا. وقد أكد حساب «أخبار السعودية»، المقرب من الحكومة السعودية، بإيقاف الأمير الوليد بن طلال بن عبد العزيز آل سعود، ومعه كل من الأمير متعب بن عبد الله بن عبد العزيز آل سعود وزير الحرس الوطني السابق، والأمير تركي بن عبد الله بن عبد العزيز آل سعود أمير منطقة الرياض السابق. واعتقلت اللجنة كذلك عددًا من الوزراء الموجودين بالتشكيل الحكومي وغيرهم من الوزراء والمسؤولين السابقين وعددًا من رجال الأعمال السعوديين بعدة تهم فساد من ضمنها الاعتداء على المال العام وقضايا فساد أخرى، كما قامت اللجنة بإعادة فتح ملف سيول جدة وملف التحقيق في قضية وباء كورونا.
قبل أيام قليلة من اعتقاله، ورد أن الوليد اتصل بالصحافي السعودي المقيم في الولايات المتحدة جمال خاشقجي (الذي انتقد الحكومة السعودية علانية في الماضي) ودعاه إلى العودة إلى المملكة للمساهمة في رؤية محمد بن سلمان.
كانت السلطات في المملكة العربية السعودية تطالب بما لا يقل عن 6 مليارات دولار من الأمير الوليد بن طلال مقابل إطلاق سراحه.
في المجموع، تم اعتقال 320 من الأمراء والوزراء ورجال الأعمال. تم الإفراج عن الوليد في أواخر يناير / كانون الثاني 2018، بعد نحو ثلاثة أشهر من اعتقاله، بعد أن قام هو ومعظم الوجهاء السعوديين الآخرين الذين قُبض عليهم في العام السابق بتسوية مالية من نوع ما مع الحكومة السعودية. تم الإفراج عن الأمير متعب بن عبد الله، نجل الملك الراحل عبد الله (1924-2015)، بعد دفع مليار دولار كما ورد. وفقًا لتقرير وول ستريت جورنال، كان ثمن الإفراج عنه 6 مليارات دولار. لم تكشف الحكومة السعودية عن الاتهامات ولم تقدم أدلة، وعقدت المفاوضات سرا.

## كتاب الوليد
ألَّف الكاتب والصحفي البريطاني ريز خان، مراسل قناة الجزيرة الإنجليزية، كتاباً عن الأمير الوليد وبيع منه ما يقارب المليون نسخة. ويتحدث عن حياة الوليد بن طلال، بناء على حوارات ولقاءات مع الوليد ومن حوله يصور النجاح الباهر له في الأعمال. يتكون الكتاب من 18 فصلًا وقامت بنشره شركة هاربركولينز.

### القصور
يمتلك الوليد ثلاثة قصور: اثنان قائمان وثالث قيد الإنشاء. قصر المملكة الذي تبلغ مساحته 250,000-قدم-مربع (23,000 م2)، في وسط الرياض، هو موطنه الأساسي. وبحسب مجلة تايم «يعيش الوليد في الرياض بالمملكة العربية السعودية في قصر بلون الرمال 130 مليون دولار به 317 غرفة مزينة بـ 1500 طن من الرخام الإيطالي والسجاد الحريري الشرقي والحنفيات المطلية بالذهب و 250 جهاز تلفزيون. ويضم أربعة مطابخ. للمأكولات العربية والكونتيننتال والآسيوية، وخامس فقط لتذوق الحلويات، يديره طهاة يمكنهم إطعام 2000 شخص في غضون ساعة. يوجد أيضًا حمام سباحة على شكل بحيرة وسينما في الطابق السفلي تتسع لـ 45 مقعدًا». تبلغ مساحة منتجع المملكة 4,000,000-قدم-مربع (370,000 م2)، ويقع أيضًا في وسط الرياض، ويضم ثلاث بحيرات تتخللها حدائق. تبلغ مساحة واحة المملكة التي تبلغ مساحتها 4,000,000 قدم مربع (370,000 متر مربع)، تحت الإنشاء، بحيرة مساحتها 70,000-متر-مربع (17-أكر) وحديقة حيوانات خاصة.

### الجوائز
حصل الوليد على المرتبة الأولى  من وسام الملك عبد العزيز ملك المملكة العربية السعودية في عام 2002 وحصل على وسام الأرز اللبناني. في 2 ديسمبر 2009، حصل على وسام عز الدين من رئيس جزر المالديف محمد نشيد؛  في ذلك العام حصل أيضًا على نجمة فلسطين، وهو أعلى وسام شرف تمنحه دولة فلسطين. في عام 2010، حصل الوليد على جائزة دوايت أيزنهاور للابتكار. حصل على وسام البحرين من الدرجة الأولى، وهي أعلى ميدالية فخرية في البلاد في أواخر مايو 2012. حصل على وسام Mahaujjval Rastradip Manpadvi من الدرجة الثالثة النيبالي، وهي أعلى جائزة تُمنح لأجنبي، وميدالية كولينا دي بوي من غينيا بيساو في أغسطس 2012. في يونيو 2013، تم تعيين الوليد القائد الأعلى لوسام جمهورية سيراليون (GCRSL)، وهو أعلى وسام في البلاد. في 13 ديسمبر 2014، حصل على وسام الاستحقاق الوطني من جمهورية مالطا رفيقًا فخريًا.

## الأعمال الخيرية
- يمتلك الوليد بن طلال بن عبد العزيز آل سعود مؤسسة خيرية باسم مؤسسة الوليد بن طلال الخيرية والإنسانية، تنطوي تحت هذه التسمية ثلاث مؤسسات في المملكة العربية السعودية ولبنان وأخرى تشمل جميع أنحاء العالم.
- على مدى 35 عامًا وفي أكثر من 92 دولة حول العالم، قدم الوليد 3.5 مليار دولار لدعم المشاريع الخيرية.[52]

## زوجاته
- الأميرة دلال بنت سعود بن عبد العزيز آل سعود (توفيت في 10 سبتمبر 2021[53]، مطلقة). والدة الأمير خالد، والأميرة ريم.
- إيمان السديري (مطلقة).
- خلود بنت مليح العنزي (مطلقة).
- مها بنت راشد آل سعيّد التميمي (مطلقة).
- أسماء بنت عيدان بن نايف الطويل العصيمي العتيبي (مطلقة، تزوجت بعده الأمير عبد العزيز بن فهد بن عبد العزيز آل سعود).
- أميرة بنت عيدان بن نايف الطويل العصيمي العتيبي (مطلقة).

### الأبناء
- الأمير خالد بن الوليد بن طلال بن عبد العزيز آل سعود. كان متزوج من الأميرة منيرة بنت إبراهيم العساف وله من البنات الأميرة جنى، والأميرة مايا.
- الأميرة ريم بنت الوليد بن طلال بن عبد العزيز آل سعود. متزوجة من الأمير عبد العزيز بن مساعد بن عبد العزيز آل سعود ولها من البنات الأميرة سارة، الأميرة دلال، والأميرة نورة.

## أوسمة
- في العام 2009 حصل على وسام فارس مادارا وهو أعلى وسام في بلغاريا من الرئيس جورجي بارفانوف خلال زيارة رسمية لجمهورية بلغاريا.[54]
- في العام 2013 حصل على وسام من درجة الأسد من الرئيس السنغالي.[55]
- حصل على وسام الملك عبد العزيز من الدرجة الأولى لرجال الأعمال المتميزين للعام 1421 هـ/2002.[56]

## وصلات خارجية
- الوليد بن طلال بن عبد العزيز آل سعود على موقع IMDb (الإنجليزية)
- الوليد بن طلال بن عبد العزيز آل سعود على موقع الموسوعة البريطانية (الإنجليزية)
- الوليد بن طلال بن عبد العزيز آل سعود على موقع مونزينجر (الألمانية)
- الوليد بن طلال بن عبد العزيز آل سعود على موقع إن إن دي بي (الإنجليزية)
- شركة المملكة القابضة
- معلومات شاملة عن رئيس مجلس الإدارة الأمير الوليد بن طلال
- فوربس
- صفحة الوليد بن طلال في تويتر